# Jatibarang Lor
Jatibarang Lor is een plaats in Indonesië. Het is gelegen in de provincie Midden-Java. Hier staat ook de Al-Ittihad moskee.